# Phanerochaete tuberculascens
Phanerochaete tuberculascens är en svampart som beskrevs av Hjortstam 2000. Phanerochaete tuberculascens ingår i släktet Phanerochaete och familjen Phanerochaetaceae.   Inga underarter finns listade i Catalogue of Life.